# Märklin
Märklin é uma empresa que fabrica equipamentos para ferromodelismo com sede em Göppingen na Alemanha.

## Características
Diferença da Märklin para outros fabricantes:
- Os trilhos Märklin tem um "terceiro trilho" entre os dois onde correm as rodas. Nos modelos iniciais esse terceiro trilho era visível, e interferia esteticamente. Desde a série M de trilhos, esse "terceiro trilho" é formado por pequenas saliências escondidas nos dormentes.
- No "terceiro trilho" corre um dos polos da corrente em ambos os trilhos onde vão as rodas, corre o outro polo. Isso pode parecer estranho, complexo e menos real do que os modelos de outros fabricantes, onde em cada trilho (um para as rodas de cada lado) corre um polo diferente. Porém o sistema da Märklin tem uma grande vantagem. Em maquetes onde há uma transversal, ou um "S" correndo no meio e invertendo a direção do trem, somente o sistema Märklin funcionaria. O outro sistema, com um polo em cada trilho entraria em curto.